# IMoD
IMoD (od ang. interferometric modulator display), iMod (od ang. interferometric modulator), nazwa handlowa Mirasol – klasa wyświetlaczy wykorzystujących zjawisko rezonansu optycznego.
Wyświetlacz składa się z pikseli zawierających kilkadziesiąt komórek elementarnych, które z kolei są złożone z dwóch przewodzących prąd lustrzanych warstw – cienkiej błony i oddalonej od niej o około 1 μm elastycznej metalowej membrany. Pod wpływem przyłożonego napięcia odległość ta zmienia się, co powoduje, że pewne długości fal pod wpływem interferencji zostają wzmocnione, a inne osłabione i tą drogą uzyskuje się różne barwy emitowanego światła. Tak więc wyświetlanie obrazu powstaje na zasadzie selektywnego odbicia pożądanych barw. Pozwala to na wykorzystanie światła otoczenia do pokazania obrazu, a dodatkowo jednocześnie na dostosowanie jasności obrazu do światła otoczenia.
Zalety:
- małe zużycie energii, zwłaszcza przy wyświetlaniu obrazów nieruchomych
- stosunkowo niskie koszty i prostota produkcji (np. w stosunku do popularnych LCD)
- możliwość używania zarówno w niskich temperaturach, jak i przy silnym świetle słonecznym.

Wyświetlacze IMoD są przeznaczone do zastosowania w telefonach komórkowych i podobnym sprzęcie przenośnym. Zostały opracowane i są obecnie rozwijane przez firmę Qualcomm. Korzystając z umowy licencyjnej, w maju 2007 koreańska firma Ubixon zastosowała na skalę przemysłową wyświetlacze IMoD w bezprzewodowych słuchawkach z interfejsem Bluetooth.
Zjawisko interferometryczne występuje także w nanostrukturach na skrzydłach motyli w okolicy równika, dzięki czemu mają bardzo jaskrawe kolory w pełnym słońcu.